# Heinrich Ernst Ludwig von Leiningen-Westerburg-Neuleiningen

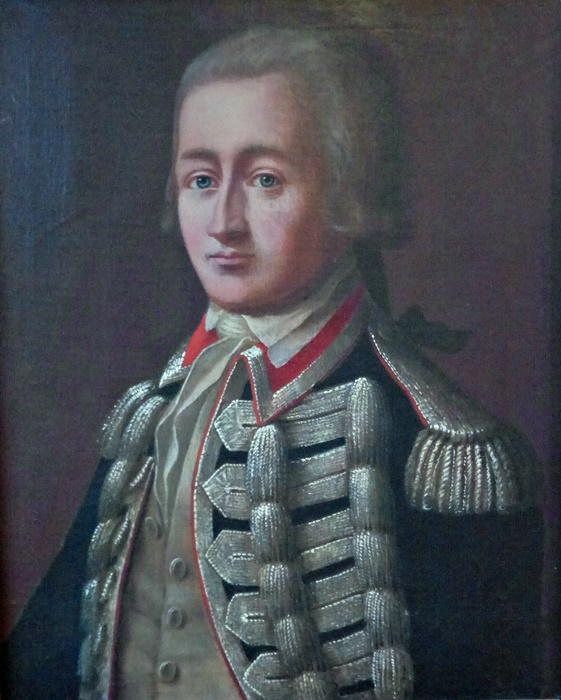
Heinrich Ernst Ludwig von Leiningen-Westerburg-Neuleiningen, zeitgenössisches Gemälde im Museum Grünstadt

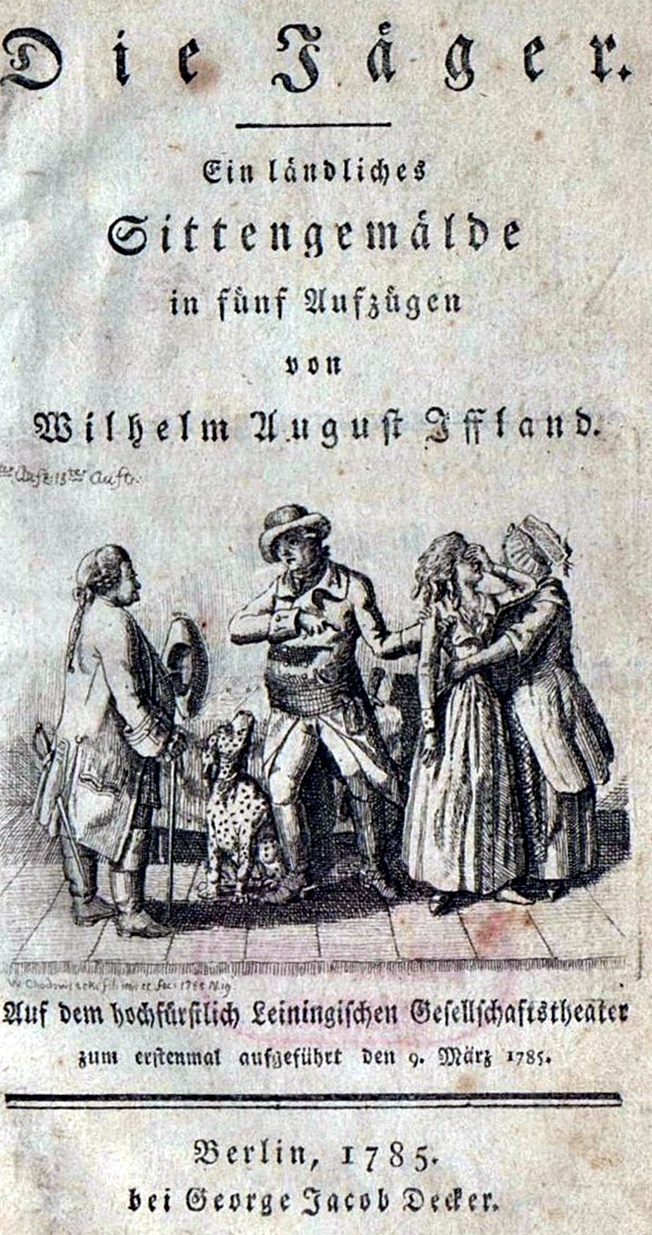
Text-Titelblatt zur Uraufführung von Ifflands „Die Jäger“, im Schloßtheater Bad Dürkheim, 1785, bei der Heinrich Ernst Ludwig von Leiningen eine der Hauptrollen spielte

Heinrich Ernst Ludwig von Leiningen-Westerburg-Neuleiningen (* 7. Mai 1752 in Westerburg; † 28. März 1799 in Traunstein) war ein Graf von Leiningen-Westerburg und Kavallerieoffizier in der kurpfalz-bayerischen Armee.

## Leben und Wirken
Er war eines von neun Kindern des regierenden Grafen Georg Carl I. August Ludwig von Leiningen-Westerburg-Neuleiningen (1717–1787) und seiner Gattin Johanna Elisabeth Amalie Gräfin zu Isenburg-Philippseich (1720–1780), Tochter des kurpfälzischen Generalleutnants Graf Wilhelm Moritz II. zu Ysenburg-Philippseich. Sein älterer Bruder Carl II. Gustav Reinhard Woldemar (1747–1798) wurde des Vaters Nachfolger als regierender Graf von Leiningen. Wohnsitze der Familie waren die Westerburg und Schloss Oberhof in Grünstadt.
Als nachgeborener Grafensohn schlug er die militärische Laufbahn ein. Schon am 7. März 1759 – mit knapp sieben Jahren – erhielt er seine Ernennung zum Leutnant in der kurpfälzischen Armee.
Heinrich Ernst Ludwig liebte Literatur und Theater. Sein Verwandter, Fürst Carl Friedrich Wilhelm von Leiningen-Hardenburg, hatte 1780 im Schloss Dürkheim ein öffentliches Theater einrichten lassen, welches die Bürger unentgeltlich besuchen konnten. Organisiert und betreut wurde es von dem im nahen Mannheim tätigen August Wilhelm Iffland, der dort zuweilen die Uraufführungen seiner Werke vornahm. Hier trat Graf Heinrich Ernst Ludwig öfter als Schauspieler auf und spielte u. a., unter Ifflands persönlicher Regie, am 9. März 1785, den Oberförster, in der Uraufführung von dessen Stück „Die Jäger“. Der spätere Fürst Emich Carl zu Leiningen (1763–1814), Sohn des Theaterbetreibers, übernahm an jenem Abend eine weitere Hauptrolle.
Graf Heinrich Ernst Ludwig wurde Hauptmann im Pfälzischen Leib-Dragoner-Regiment, 1788 avancierte er zum Major im kurpfalz-bayerischen Kavallerie-Regiment „Taxis“ (späteres Königlich Bayerisches 2. Chevaulegers-Regiment „Taxis“). 1793 übernahm er unter dem Kommandeur Franz von Zandt die Stelle des Oberstleutnants und stellvertretenden Kommandeurs im sogenannten „Kombinierten Pfalz-Bayerischen Chevaulegers Regiment“ (späteres Königlich Bayerisches 5. Chevaulegers-Regiment „Erzherzog Friedrich von Österreich“). In dieser Einheit kämpfte er während des Ersten Koalitionskrieges aktiv am Rhein. Am 20. September 1794 tat er sich unter Blüchers Oberbefehl, im Gefecht am Fröhnerhof bei Kaiserslautern, besonders hervor. Schließlich beförderte man ihn zum Oberst bei den sogenannten „Fugger-Chevaulegern“, dem späteren Königlich Bayerischen 3. Chevaulegers-Regiment „Herzog Karl Theodor“. Das Regiment übernahm er 1795 als Kommandeur und blieb es bis zu seinem Tode. In dieser Zeit wirkte er gleichzeitig als Stadtkommandant der Garnison Neumarkt in der Oberpfalz.
Heinrich Ernst Ludwig von Leiningen-Westerburg-Neuleiningen starb 1799 in Traunstein. Sein zeitgenössisches Porträt hängt im Ratssaal des Alten Rathauses Grünstadt und gehört zur Sammlung des Stadtmuseums bzw. des Altertumsvereins Grünstadt.
Seine Neffen waren die österreichischen Offiziere August Georg zu Leiningen-Westerburg-Neuleiningen (1770–1849) und Christian Ludwig zu Leiningen-Westerburg-Neuleiningen (1771–1819).